# John Philip Holland
John Philip Holland (irlandés: Seán Pilib Ó hUallacháin/Ó Maolchalann ) (28 de febrero de 1841 - † 12 de agosto de 1914) fue un profesor, ingeniero autodidacta e inventor irlandés que desarrolló el primer submarino encargado formalmente por la Armada de los Estados Unidos. El diseño y técnicas de construcción del sumergible de John Holland interesó a las armadas de muchos otros países, y creó posteriormente una demanda de modelos. Entre los países que adquirieron estos buques y posteriormente una licencia para su construcción se encontraron la Marina Real Británica, Armada Imperial Japonesa, Armada Imperial Rusa y la Armada Real de los Países Bajos.

## Primeros años
John, el segundo de cuatro hermanos, todos varones, nació en una estación de guardacostas en Liscannor, Condado de Clare, Irlanda donde residía su padre, John Sr., miembro del Royal Coastguard Service. Su madre, una hablante nativa de irlandés de Liscannor, Máire Ní Scannláin (también conocida como Mary Scanlan), fue la segunda esposa de John Holland padre; la primera, Anne Foley, de la que se cree era nativa de Kilkee, murió en 1835. En la zona se hablaba predominantemente irlandés y John aprendió inglés correctamente sólo cuando asistió a la St. Macreehy's National School donde se impartía clases en inglés.
A partir de 1858, estudia en la Irish Christian Brothers en Ennistymon. Durante este período, el joven Holland conoció al hermano Bernard O'Brien. El hermano O'Brien era un científico y un excelente mecánico que se distinguió por construir varios telescopios con mecanismo de relojería para seguir el movimiento de las estrellas y varios aparatos para demostrar el electromagnetismo. De cartas escritas años después, queda claro que el hermano O'Brien tuvo una profunda influencia sobre él. A finales de la década de 1850, John había elaborado sus primeros planos para un sumergible. John estudió los intentos de William Bourne, David Bushnell y Robert Fulton de navegar bajo el agua. En 1862, leyó un relato del primer combate entre buques blindados, el histórico enfrentamiento entre el USS Monitor, y el CSS Virginia durante la Guerra de Secesión y notó la preocupación inglesa ya que la fuerza de su país residía en su armada de barcos de madera, que en aquel ahora parecía vulnerable. Y cuando en 1864 el balandro de la Unión USS Housatonic fue hundido en el puerto de Charleston por el pequeño (2 toneladas) sumergible confederado H. L. Hunley que, aunque a pesar de ser inestable y resultar hundido en el ataque con toda su tripulación, constató la importancia de las ideas de Holland.
Por esa época, el obispo de Limerick pidió a los Christian Brothers que comenzarán clases nocturnas y dominicales para adultos. Al carecer de suficientes profesores capacitados, los Hermanos pidieron a sus estudiantes más dotados que se ofrecieran como voluntarios y John Holland respondió a la llamada.
La enseñanza debió haber atraído a Holland, porque se unió a la orden de los Hermanos Cristianos Irlandeses, cuyos votos incluían "instrucción grata". Llegó al noviciado de North Richmond, Dublín, el 15 de junio de 1858. Después de un breve retiro, recibió el hábito y pasó a ser conocido como Hermano Philip. Siguió un breve curso de vida religiosa y otro de gestión del aula.
El 3 de noviembre de 1858, el hermano Philip fue asignado a la escuela del North Monastery CBS en Cork , donde conoció al hermano James Dominic Burke. El hermano Burke fue un destacado profesor de ciencias y fundador de la formación profesional en Irlanda. “El hermano Burke ya estaba demostrando los poderes de la electricidad en la propulsión submarina en las exhibiciones públicas para entretenimiento de la gente”. Más tarde siguió enseñando en muchos otros centros del país, incluido el North St. Mary's CBS, Portlaoise, St Joseph's CBS en Drogheda y como primer profesor en Matemáticas en el Coláiste Ris en Dundalk donde desarrolló su primer diseño de un sumergible. 

## Vida en Estados Unidos
Diseño y desarrollo de sumergibles
1872 fue un año crucial. Terminó el período de los votos trienales y llegó el momento de hacer los votos perpetuos. La madre y el hermano de John, Alfred, emigraron a los Estados Unidos y el hermano Dominic McConnell lanzó su cruzada para hacer las escuelas más eficientes. El hermano McConnell se propuso eliminar a los hermanos que no cumplían con los estándares de su salón de clases. El hermano Philip se negó a tomar sus votos perpetuos en la Navidad de 1872 y el 26 de mayo de 1873, John Philip Holland partió hacia los Estados Unidos vía Liverpool, concretamente a Boston, donde su madre y dos de sus hermanos se habían establecido y, donde volvió a ejercer la docencia durante seis años más en la St. John's Catholic School en Paterson, New Jersey.

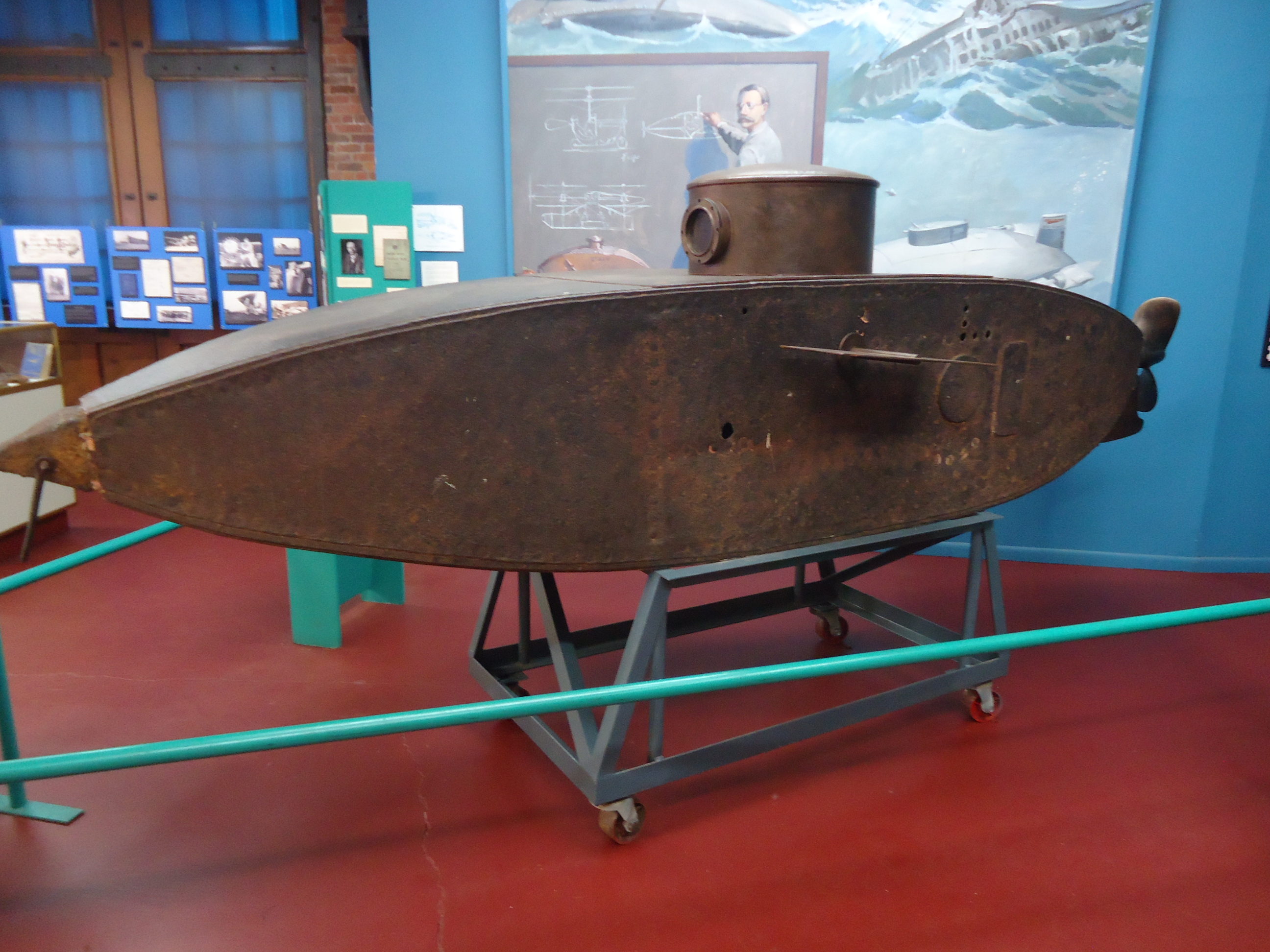
Sumergible Holland N.º 1

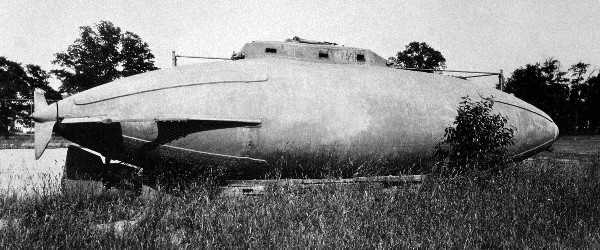
Sumergible Feniam Ram en la New York State Marine School en algún momento entre 1916 y 1927

Tras su llegada a Estados Unidos, Holland tuvo un accidente en una calle helada de Boston y se rompió una pierna. Mientras se recuperaba de la lesión en un hospital, aprovechó su tiempo para perfeccionar sus diseños de sumergibles y fue alentado por el reverendo Isaac Whelan.
En 1875, sus diseños fueron presentados a la consideración de la Marina de los EE. UU., pero fueron rechazados por considerarlos "inviables y fantásticos". 
John Holland mantuvo reuniones con la Hermandad Feniana, una organización republicana irlandesa que fue fundada en 1858 en Estados Unidos. La hermandad esperaba utilizar los sumergibles en su lucha por la independencia de la isla de Irlanda del Reino Unido. Los fenianos (nacionalistas irlandeses) acordaron financiar los gastos de investigación y desarrollo de tres sumergibles a un nivel que le permitió renunciar a su puesto docente. Con dichos fondos, Holland construyó en los talleres de la firma Todd & Rafferty Machine Co. en Paterson, New Jersey, un sumergible de una sola plaza, el Holland Boat N.º 1, botado el 22 de mayo de 1878, con cobertura de prensa. El sumergible tenía 4,27 m de eslora, pesaba 2,25 t y estaba propulsado por un motor térmico alternativo Brayton de 4 hp que accionaba una única hélice. Finalmente despojó al barco de todo el equipo utilizable y hundió el barco en el río Passaic después de completar su segunda prueba. El sumergible, hundido a 4,20 m de profundidad, fue reflotado en 1927 y actualmente se exhibe en el Paterson Museum.
En 1881 se botó el Holland II, apodado por la prensa Fenian Ram (carnero feniano) y considerado por algunas fuentes, principalmente anglosajonas, el primer sumergible práctico del mundo; otras disienten y lo atribuyen a Narciso Monturiol y sus Ictíneo I y II de 1859 y 1865, y a Isaac Peral con su Submarino Peral o al Gymnote francés ambos botados en 1888.
Sin embargo, los desacuerdos dentro del liderazgo de la Hermandad Feniana sobre el uso del dinero del "fondo de escaramuzas" resultaron en el robo - o más bien secuestro - del Fenian Ram una noche a finales de noviembre de 1883. Como resultado, John Holland rompió su relación con la Hermandad Feniana después este incidente. El submarino ahora se conserva en el Paterson Museum, New Jersey.
John, en aquel entonces con 42 años, decidió no volver a la enseñanza. Aceptó un trabajo como dibujante en Roland's Iron Works en Nueva York. Al año siguiente aceptó un puesto en la firma Pneumatic Gun Company fundada por el teniente del ejército Edmond Zalinski, inventor del llamado Zalinski´s gun o Dynamite gun, una original invención de un cañón capaz de disparar una carga explosiva con aire comprimido. 
Holland continuó mejorando sus diseños y trabajó en varios buques experimentales que no fueron considerados por la Armada de los EE. UU. Entre ellos destaca el Holland IV, también llamado Zalinski's Boat, un avanzado, por su novedoso armamento, sumergible experimental construido y cofinanciado por E. Zalinski y algunos de sus amigos y empleados en 1885. Para el proyecto, Holland y Zalinski fundaron la Nautilus Submarine Boat Company (1885-1886). Para ahorrar costes, se construyó el sumergible con un casco de madera sobre una estructura de hierro.
John Holland se casó con Margaret Foley en Brooklyn el 17 de enero de 1887. Su primer hijo, de los siete que tuvo John P., nació en 1888, pero murió cuando aún era un bebé.

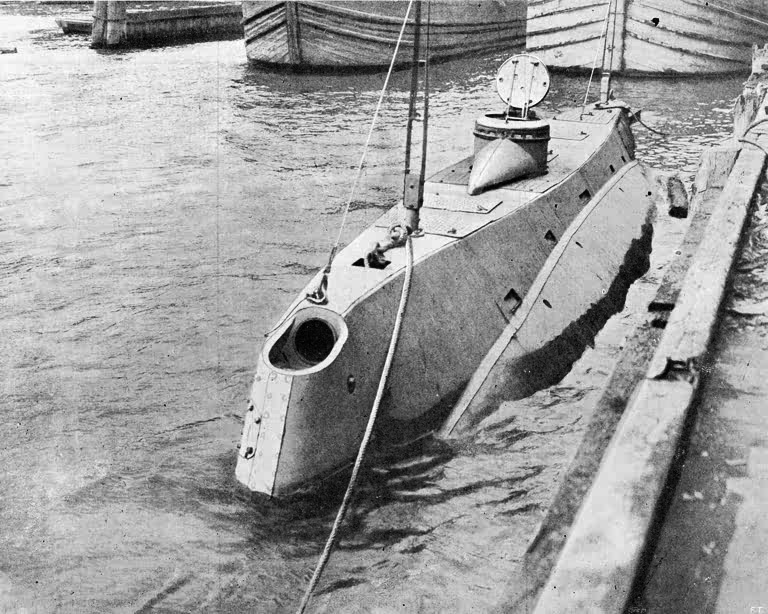
USS Holland (SS-1). Fotografía en Scientific American, 30 de abril de 1898

A finales de la década de 1880, a raíz de las noticias e informes aportados por sus agregados navales en Europa y más concretamente en Francia y España sobre el diseño, desarrollo y avances en ciertos "buques sumergibles" como el Peral español o el Gymnote francés, y los sumergibles Nordenfelt vendidos a la Armada Otomana era cada vez más difícil ignorar a los sumergibles y, ya en aquellos años el Secretario de Marina decidió solicitar ofertas. En 1888 se recibieron dos ofertas, ambas del astillero William Cramp & Sons en Filadelfia. Uno se basó en un diseño de Nordenfelt; el otro era el de John Holland. Previendo el peligro que implicaba, Cramps insistió en que las pruebas las realizara personal de la marina, pero el Secretario de la Marina William C. Whitney insistió en que el constructor probara su producto. Se produjo un impasse y ambas ofertas fueron rechazadas. 
De todos modos, y dado que, el país contaba con inventores que habían intentado en vano interesar a las altas esferas de la US Navy en su proyectos, el Gobierno de los Estados Unidos a través del United States Navy Department anunció en 1889 un concurso abierto de diseños para un submarine torpedo boat respaldado por la aprobación del Congreso de un monto por 200000 dólares destinados a un posterior desarrollo y construcción del proyecto ganador. Las reglas de la competencia requerían que: cada diseño cumpliera ciertos requisitos previos vitales, incluyendo seguridad garantizada, capacidad para sumergirse, confiabilidad bajo el agua, velocidad razonable, resistencia, poder ofensivo y la capacidad de ver el objetivo. y que cumpliera con las siguientes especificaciones:
- 1. Velocidad: 15 nudos en la superficie, 8 nudos sumergido
- 2. Resistencia de potencia: 2 horas de inmersión a 8 nudos, provisiones para 90 horas.
- 3. Facilidad de maniobra: realizar círculo en un espacio no mayor a 4 veces su longitud.
- 4. Estabilidad: flotabilidad normal o positiva asegurada en todo momento.
- 5. Resistencia estructural: suficiente para soportar la presión a una profundidad de 150 pies (45,72 m).
- 6. Poder ofensivo: torpedos con carga de 100 libras (45,36 kg) de algodón pólvora.[3]

Una de las estipulaciones más interesantes del concurso fue que cada propuesta debía presentarse con un cheque equivalente al 5% de la oferta. Los planos fueron presentados por, entre otros, los pioneros diseñadores de sumergibles George Baker, John Philip Holland, el famoso fabricante de armas sueco Thorsten Nordenfelt y Josiah Tuck. Holland ganó el concurso, pero debido a irregularidades denunciadas por su oponente G. Baker, el contrato no fue adjudicado. Desanimado, John Holland centró su atención en los problemas del vuelo mecánico pero, al no poder encontrar un patrocinador para sus diseños de aviones, aceptó un puesto como dibujante en la empresa de dragados Morris and Cummings Dredging Company. John Holland trabajó para Charles Morris hasta 1893.
- Holland Torpedo Boat Company (1893-1899) -
De nuevo, en 1893 se anunció una nueva competencia, lo que resultó en la rivalidad entre Holland y Baker. Para entonces, Charles Morris había presentado a Holland al joven abogado Elihu B. Frost. El 27 de febrero de 1893, Frost impresionado por los conocimientos y preparación de Holland, le comentó a Charles Morris que consideraría formar una empresa para proporcionar a Holland el capital necesario para continuar con sus experimentos en sumergibles. Cuando el Congreso asignó 200.000 dólares para cubrir el concurso para un torpedero submarino el 3 de marzo de 1893, Frost decidió que era el momento adecuado. Poco tiempo después, Frost se reunió con John Holland y acordó prestarle el dinero necesario para preparar su oferta. Esa primavera se formó la Holland Torpedo Boat Company. Elihu B. Frost asumió el cargo de secretario tesorero y John Holland se convirtió en Gerente General con un salario de 50,00 $ al mes. Los periódicos de Nueva York informaron que John Holland ganó el concurso de 1893, pero la Navy Board- Junta de la Marina -  decidió examinar el submarino de George Baker (construido en 1891 y probado en 1892) antes de hacer un anuncio oficial. Al final, el dinero para financiar la construcción del submarino se desvió a otros proyectos de construcción y la construcción del Plunger se retrasó dos años. Desafortunadamente, Baker desarrolló apendicitis (otras fuentes indican neumonía) y murió en marzo de 1894 a los 49 años, por lo que el contrato acabó siendo adjudicado a la Holland Torpedo Boat Company en 1895. 

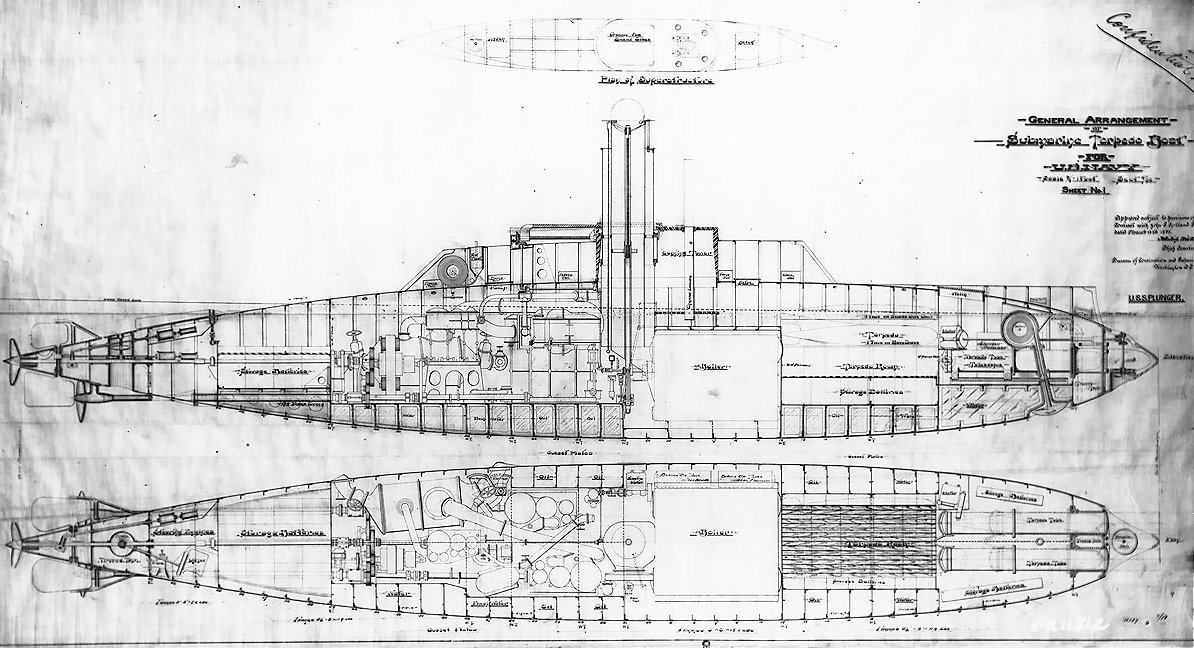
Sumergible Holland a vapor Plunger. Planos de disposición general (1895)

Una vez concluido el concurso, Frost y Holland recibieron el premio en metálico en 1895 y, la US Navy, finalmente adjudicó un contrato para la construcción de un prototipo de sumergible a Holland en ese mismo año. Sin embargo, la construcción del sumergible avanzó lentamente y Holland se sintió cada vez más frustrado al tratar con el Departamento de Marina. El contrato para el Plunger se adjudicó a la compañía Columbia Iron Works en Baltimore, Maryland, en 1895, pero los problemas de Holland estaban lejos de terminar; los planes de trabajo debían ser aprobados por la Marina. Holland quería utilizar un motor de gasolina, pero la Armada no lo permitió, por lo que se instaló una planta de vapor; su diseño contaba con una sola hélice en el eje del submarino, pero la marina insistió en hélices gemelas, por lo que se instalaron tres. Holland quería controlar la profundidad con un timón horizontal, pero la Armada insistió en que el sumergible fuera capaz de mantener la profundidad sin avance, por lo que se instalaron tornillos de amarre. Holland quería un solo tubo lanzatorpedos, pero la Armada insistió en dos. En el otoño de 1896, Holland se dio cuenta de que el Plunger sería un fracaso. Buscó y recibió la aprobación de Holland Torpedo Boat Company para construir su sexto submarino como una empresa privada, libre de las interferencias de la US Navy.
En 1899, la Holland Torpedo Company ofreció vender el Plunger a la US Navy y reembolsar todo el dinero adelantado por el. La compañía planeó y planteó retirar las hélices de babor y estribor y reemplazar la planta de vapor por un motor diésel. El buque se trasladó al Triggs Shipyard en Richmond , Virginia, para realizar las modificaciones. Lamentablemente, las negociaciones con la empresa de motores fracasaron. El Plunger nunca se terminó y pasarían otros diez años antes de que los motores diésel reemplazaran a los motores de gasolina en los submarinos.

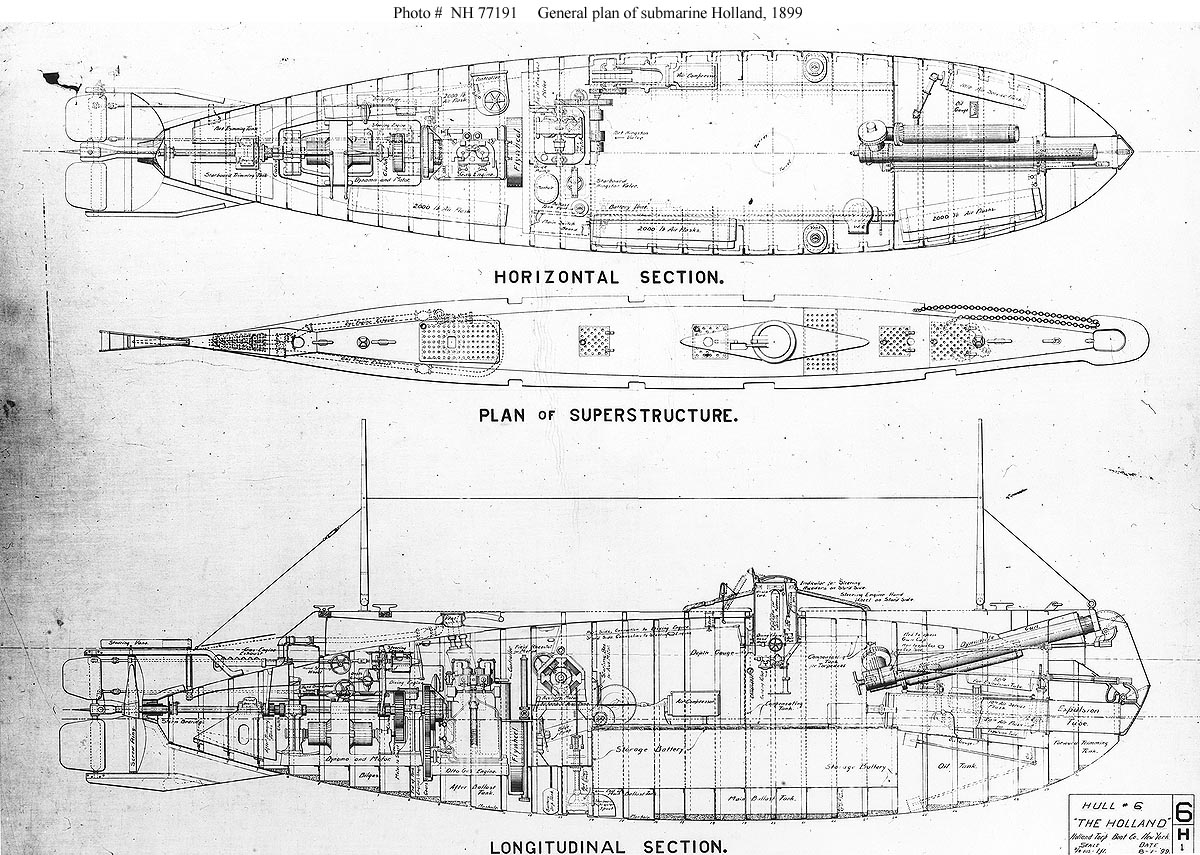
Distribución interior del Holland VI en 1899

- Electric Boat Company (1899-1904) -
Finalmente tuvo éxito con un tipo de construcción privada inicialmente designado Holland VI que fue botado el 17 de mayo de 1897. Un año después de la botadura, John Philip Holland y Lewis Nixon (propietario del Crescent Shipyard en Nueva Jersey, donde se construyó el Holland VI) encontraron dificultades financieras para terminar de hacer operativos los últimos detalles y, el empresario e inversionista Isaac Rice , asumió el control. La empresa que surgió de la fusión de sus otras participaciones (Electric Storage y Electro-Dynamic) de estos acontecimientos, la Electric Boat Company , fue fundada el 7 de febrero de 1899 e Isaac Rice se convirtió en su primer presidente, con Elihu B. Frost, esta vez, actuando como vicepresidente, secretario y director financiero. Esta empresa finalmente evolucionó hasta convertirse hoy en día en una división de una de las principales contratistas de defensa, General Dynamics.
- USS Holland primer sumergible de la US Navy -
Este fue el primer submarino capaz de navegar sumergido a una distancia considerable, y el primero en combinar motores eléctricos para viajes en inmersión y de gasolina para navegación en superficie. Por otro lado fue el primero al que en la Holland Torpedo Boat Station ubicada en la comunidad de Hamlet (Nueva York) para probar los nuevos sumergibles y entrenar a sus tripulaciones que, la Electric Boat Co. abrió en 1899, al que se le dotó de un tubo lanzatorpedos para disparar uno de los primeros modelos de torpedos Whitehead y que fue añadido al sumergible en la Estación el 20 de agosto de 1899 para evaluaciones y entrenamiento. Después de unos meses de negociaciones, fue finalmente comprado por la Marina de los EE. UU. el 11 de abril de 1900 por 150000 dólares (la mitad del coste de producción). y, después de rigurosas pruebas fue comisionado el 12 de octubre de 1900 como USS Holland y, aunque la prensa norteamericana elogió al pequeño buque y le dio sobrenombres como "Monstruoso pez de guerra", era simplemente, una nave muy primitiva que sirvió como sumergible de instrucción hasta 1905, cuando se renombró como SS1.
La compra del Holland VI dio lugar a muchas discusiones sobre el tamaño de la flota de submarinos y cómo utilizarlos correctamente. The Naval Appropriation Act del 7 de junio de 1900 preveía la construcción de cinco barcos - más tarde siete - Holland mejorados. La construcción comenzó a finales de 1900. Estos barcos se construyeron bajo la supervisión del constructor naval Lawrence York Spear, un técnico conservador sin experiencia en sumergibles y que tuvo con el inventor constantes desavenencias. Los sumergibles de este tipo, cinco de los cuales se construyeron en los astilleros Crescent Shipyard en Elizabeth , New Jersey y dos en Union Iron Works en Potrero Point, San Francisco formarían la Clase Plunger.

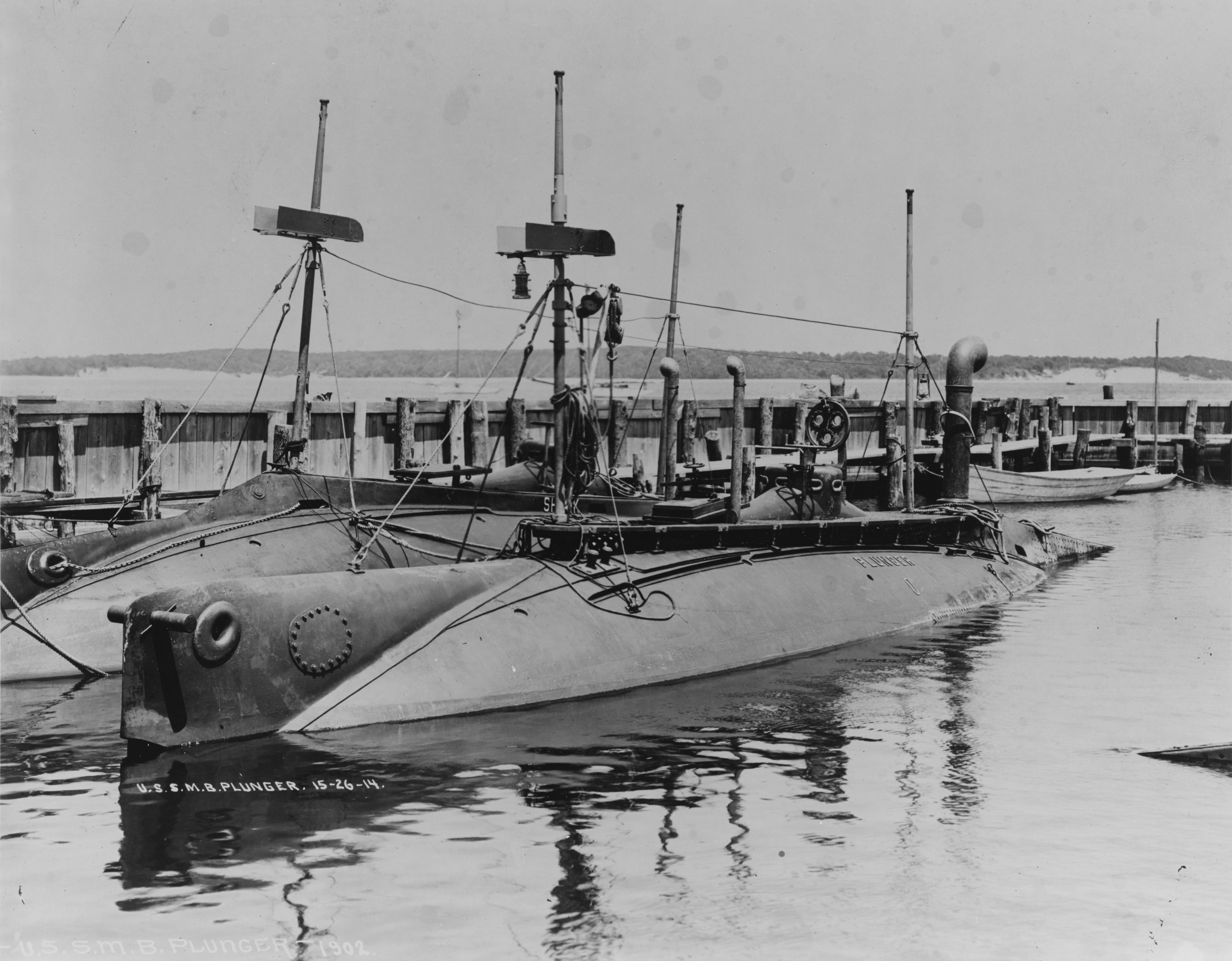
El USS Plunger abarloado al USS Shark de la misma clase

Cuando Isaac Rice fundó Electric Boat Company con la Holland Torpedo Boat Co. como subsidiaria y, Mr. R. McA. Lloyd fue contratado como Ingeniero jefe de la nueva empresa, Holland intuyó lo que le depararía el futuro e inició conversaciones con el capitán Adrian Tromp de la Real Armada de los Países Bajos sobre la posibilidad de iniciar una nueva empresa en Europa para construir submarinos según sus diseños. 
En otro orden de cosas, el 16 de junio de 1900, Holland firmó un contrato con Electric Boat Company con efectos retroactivos al 1 de abril de 1899. Los términos de este contrato incluían que:
Electric Boat emplea a Holland como ingeniero consultor durante cinco años con un salario anual de 10000 dólares, a cambio de ceder todas sus patentes de sumergibles actuales y futuros a Electric Boat, la empresa le otorgará 500 acciones preferentes con un valor de mercado de 35000 dólares.
Durante este período, Electric Boat trabajó arduamente para intentar aumentar las ventas a gobiernos extranjeros. En septiembre de 1901, las conversaciones con el gobierno de los Países Bajos habían avanzado hasta el punto en que los Países Bajos planeaban enviar una comisión para inspeccionar el Fulton  y que resultaron en la construcción en aquel país y más tarde, la compra en 1906 del primer sumergible de su armada, el HNLMS O 1 .
A medida que el enfoque de la empresa pasó de la investigación y desarrollo del concepto al marketing y la construcción, las diferencias entre John Holland y la dirección de Electric Boat aumentaron. Y, cuando Lawrence Y. Spear fue contratado por Electric Boat como vicepresidente y arquitecto naval en 1902 y de dos años de disputas, el 28 de marzo de 1904 John Holland presentó su dimisión. Tenía 63 años.
Últimos años (1904-1914)
Aun así, todavía tenía ideas y amigos. Diseñó un submarino con un motor de 300 hp capaz de alcanzar 22 nudos en superficie (contra 160 hp para las naves tipo VII) y una velocidad en inmersión de 16 nudos (contra 8 nudos para el tipo VII). Cuando presentó el proyecto a la US Navy,  su "erudita" conclusión fue "que si bien el inventor sin duda podía alcanzar las velocidades que afirmaba para su barco, los peligros inherentes a una embarcación tan veloz eran demasiado grandes para aceptarlos; además, la velocidad de un barco sumergido nunca debe exceder los seis nudos debido a las dificultades de navegar bajo el agua."La marina de los Estados Unidos no tenía ningún interés en un submarino capaz de alcanzar una velocidad tan imprudente, pero los japoneses sí. El gobierno japonés compró los planos y los detalles de construcción fueron elaborados entre John Holland y Kojiro Matsukata, director del Astillero Kawasaki en Kobe. La construcción de dos unidades del designado Dairoku-gata sensuikan, Submarino Tipo 6  fue supervisada por los ingenieros estadounidenses Chance y Herbert.
Todos los intentos de John Holland de volver a entrar en el negocio de los submarinos fueron efectivamente frustrados por la compañía Electric Boat, que presentó una demanda contra él en octubre de 1905 "impidiendo a dicho John P. Holland dedicarse como inventor o diseñador al negocio de la construcción o construir barcos submarinos o sumergibles, y de utilizar su conocimiento técnico de esta rama particular y específica de la construcción de barcos, y de aceptar empleo con cualquier empresa, firma o individuo, que sea un competidor de su orador [Electric Boat], y de continuar en dicho empleo con el fin de ayudar a dicha empresa, individuo o empresa como inventor o diseñador en su rama específica y particular de la construcción de embarcaciones".
En un llamamiento dirigido al presidente del Comité de Asuntos Navales de la Cámara de Representantes del 8 de febrero de 1906, Holland afirma "que la afirmación de Electric Boat de que aceptó un contrato que le impedía usar [su] cerebro y talento inventivo en la construcción de submarinos para el resto de [su] vida" era absolutamente falsa y toda la propuesta parece ridícula y tonta". No obstante, la demanda tuvo el mediático efecto deseado y los partidarios de Holland lo abandonaron.
John Holland fue derrotado. Se retiró silenciosamente de la vida pública y reanudó su trabajo en su otra gran pasión, los aeroplanos. Los expertos en aviación han declarado que su diseño habría funcionado, pero los hermanos Wright se le adelantaron y abandonó sus esfuerzos.
Después de pasar 56 años trabajando con sumergibles, el 12 de agosto de 1914, John Holland sucumbió a una neumonía en Newark, New Jersey, tenía 73 años. Está enterrado en el Holy Sepulchre Cemetery en Totowa, New Jersey. Cuarenta días después de su fallecimiento, el SM U-9 de la Kaiserliche Marine torpedea y hunde en menos de dos horas los cruceros acorazados británicos HMS Aboukir , HMS Cressy y HMS Hogue frente a la costa holandesa. Un sumergible de sólo quinientas toneladas, tripulado por treinta y cinco hombres, había hundido 36000 toneladas de barcos enemigos y causado unas mil cuatrocientas cincuenta bajas.

## Sumergibles diseñados por John P. Holland
- Holland I (1878) : un pequeño sumergible desarmado. En exhibición en el Paterson Museum
- Holland II / Fenian Ram (1881) : construido para los nacionalistas irlandeses; actualmente exhibido en el Paterson Museum
- Holland III (1883) : versión reducida del Fenian Ram utilizada para pruebas de navegación
- Holland IV (1885) : (conocido como Zalinski Boat): submarino experimental financiado por el teniente del ejército estadounidense Edmund Zalinski
- Holland V / USS Plunger prototipo propulsado a vapor utilizado para demostrar el potencial de los submarinos en la guerra naval Botado en 1897 y probado pero no aceptado como submarino experimental por la US Navy. Devuelto a la Holland Company en 1903 y desguazado en 1917
- Holland VI (1897) : primer submarino moderno de la US Navy construido por Holland Torpedo Boat Company. Botado en 1897, adquirido por la US Navy y comisionado el 12 de octubre de 1900 como USS Holland (SS-1). Fue dado de baja en 1905
- Holland VII R / Clase Som (1901) : El primer buque, el Som, ex Fulton, un submarino experimental prototipo de la Clase Plunger; siete sumergibles construidos para la Armada Imperial Rusa entre 1904 y 1907. Diseñados por John P. Holland
- HMS Holland 1 (1901) : primer sumergible operativo de la Royal Navy prototipo de la Clase Holland de cinco unidades construidas bajo licencia
- Clase Plunger (1901-1903) : primera clase de siete sumergibles de la US Navy, utilizadas principalmente como naves experimentales y de entrenamiento
- Holland VII F Submarino japonés Tipo 1 : primeros cinco sumergibles en servicio construidos en EE.UU para la Armada Imperial Japonesa